# 실비 테스튀
실비 테스튀(Sylvie Testud, 1971년 1월 17일 ~ )는 프랑스의 배우, 영화 감독, 소설가이다. 《Les Blessures assassines》(2000)으로 제26회 세자르상 신인여우상을, 《두려움과 떨림》(2003)으로 제29회 세자르상 여우주연상을 수상했다.

## 작품 목록

### 영화 출연
- 비욘드 사일런스 (1996)
- 밀물과 썰물 (1998, Marée haute) - 단편
- 핑크트헨과 안톤 (1999, Pünktchen und Anton)
- 카니발 (1999, Karnaval)
- 갇힌 여인 (2000, La Captive)
- 사드 (2000, Sade)
- Les Blessures assassines (2000)
- 나는 집으로 간다 (2001)
- 사랑하는 아버지 (2002, Aime ton père)
- 여자들...혹은 아이들 먼저... (2002, Les Femmes... ou les enfants d'abord...)
- 두려움과 떨림 (2003, Stupeur et Tremblements)
- 미로 (2003)
- 이사 소동 (2004, Demain on déménage)
- 항상 이유! (2004, Cause toujours !)
- 유산 (2006, L'Héritage)
- 먹어라, 이것은 나의 몸이니 (2007, Mange, ceci est mon corps)
- 라 비 앙 로즈 (2007)
- 프랑스 (2007, La France)
- 사강 (2008, Sagan)
- 럭키 루크: 전설의 무법자 (2009, Lucky Luke)
- 루르드 (2009)
- 세 자매 (2009, Gamines)
- 피의 복수 (2009, 復仇)
- 라운드 업 (2010)
- 리벨리온 (2011, L'Ordre et la Morale)
- 24일 (2014, 24 Jours, la vérité sur l'affaire Ilan Halimi)
- 거미줄로 덮인 집 (2015, Im Spinnwebhaus)
- 이번 썸은 망했어 (2016, Tamara)
- 더 비지터: 리턴즈 (2016, Les Visiteurs : La Révolution)
- 파이널 포트레이트 (2017)
- 내 남자의 결혼식 (2017, Jour J)
- 서스페리아 (2018)
- 마리네트 (2023, Marinette)

### 영화 연출 및 각본
- 다시, 사랑을 꿈꾸다 (2012, La Vie d'une autre)